# Коштуля
Коштуля (укр. Коштуля) — посёлок, входит в Могилёв-Подольский район Винницкой области Украины.
Население по переписи 2001 года составляло 112 человек. Почтовый индекс — 24043. Телефонный код — 4337. Занимает площадь 0,4 км².

## Местный совет
24044, Вінницька обл., Могилів-Подільський р-н, с. Сказинці, вул. Миру, 15